# Aura Miguel
Aura Miguel DmSI (Mem Martins) é uma jornalista portuguesa, acreditada na Sala de Imprensa da Santa Sé.

## Carreira
Aura Miguel é licenciada em Direito pela Universidade Católica e tem uma pós-graduação em Ciências da Informação.
Jornalista desde 1982, colaborou nos jornais A Tarde e Semanário. Desde 1985, é editora de assuntos religiosos na Rádio Renascença.
Como jornalista da Rádio Renascença, tem efectuado a cobertura jornalística ao lado dos Papas João Paulo II, Bento XVI e Francisco ao longo de mais de 99 viagens apostólicas, integrando habitualmente a comitiva de jornalistas que viaja a bordo do avião papal. Sendo a mais antiga vaticanista (nome dado aos jornalistas que acompanham as notícias sobre o Vaticano) portuguesa acreditada na Sala de Imprensa da Santa Sé (outro vaticanista é Octávio Carmo, chefe de redação da Agência Ecclesia), acompanha regularmente os Papas nas suas viagens apostólicas. Em 2002, ainda durante o pontificado de João Paulo II, foi escolhida entre os 14 jornalistas convidados pelo Papa para escrever uma das 14 estações da Via Sacra de Sexta-Feira Santa, presidida pelo Sumo Pontífice no Coliseu de Roma.
No mês de setembro de 2015 entrevistou o Papa Francisco, sendo a primeira vez que um Papa falou em exclusivo a um meio de comunicação social português.

## Livros
- O Segredo que Conduz o Papa - A Experiência de Fátima no Pontificado de João Paulo II (2002)[1]
- Porque Viajas Tanto? (2005)[1]
- As razões de Bento XVI (2010)[3]

## Prémios e Reconhecimentos
- 2020 - Prémio Maria Barroso - Jornalismo ao Serviço da Paz e Desenvolvimento.[7]